# ام‌وی کلنسمن (۱۹۶۴)
ام‌وی کلنسمن (۱۹۶۴) (به انگلیسی: MV Clansman (1964)) یک کشتی است که طول آن ۲۳۵ فوت (۷۲ متر) می‌باشد. این کشتی در سال ۱۹۶۴ ساخته شد.